# Нища (озеро)
Нища — озеро в Бояриновской волости Себежского района Псковской области, к югу от посёлка Идрица.
Площадь — 8,24 км² (824 га, с островами — 8,37 км²). Максимальная глубина — 7,0 м, средняя глубина — 3,0 м.
На берегу озера расположена деревня Бояриново.
Проточное. Относится к бассейну реки Нища, притока реки Дриссы (бассейн реки Западная Двина).
Тип озера лещово-плотвичный с уклеей. Массовые виды рыб: щука, лещ, плотва, окунь, ерш, густера, красноперка, уклея, карась, линь, вьюн, язь, щиповка, пескарь; а также длиннопалый рак (единично).
Для озера характерны в прибрежье луга, поля, болото, огороды, в литорали — заиленный песок, торф, песок, камни, ил, глина, галька, в центре — ил, заиленные песок, камни.